# Stictoleptura rubra
Lepture rouge
Espèce
Stictoleptura rubra, le lepture rouge, est une espèce d'insectes coléoptères de la famille des cérambycidés.
Dénomination anglaise : Red-brown Longhorn Beetle.

## Description
Le dimorphisme sexuel est très important : le pronotum du mâle (lepture papale) est noir, celui de la femelle (lepture rouge) de la même couleur que les élytres, généralement rouges ; le mâle possède des élytres souvent brunâtres et il est plus petit et plus étroit que la femelle. 

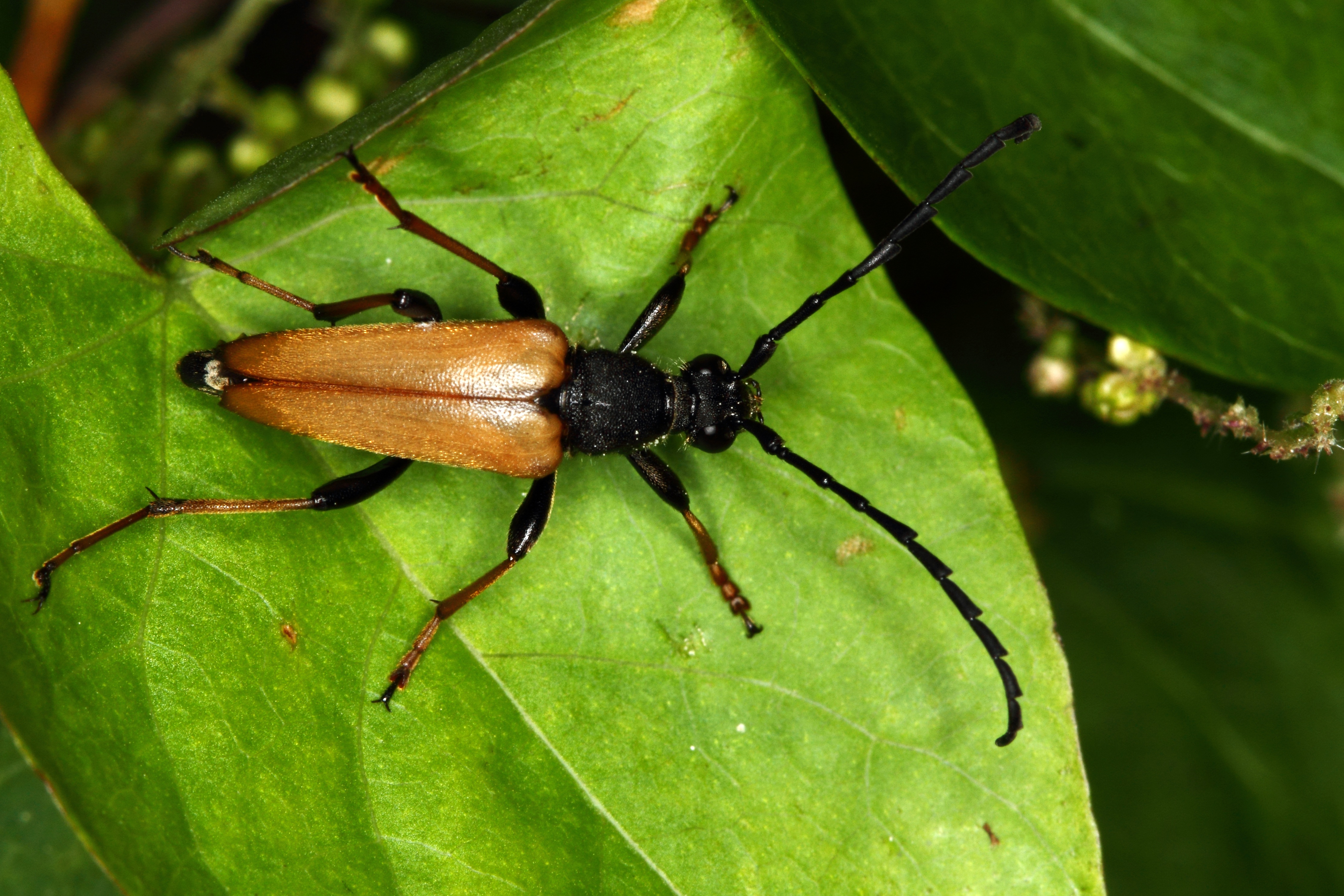
Stictoleptura rubra - mâle

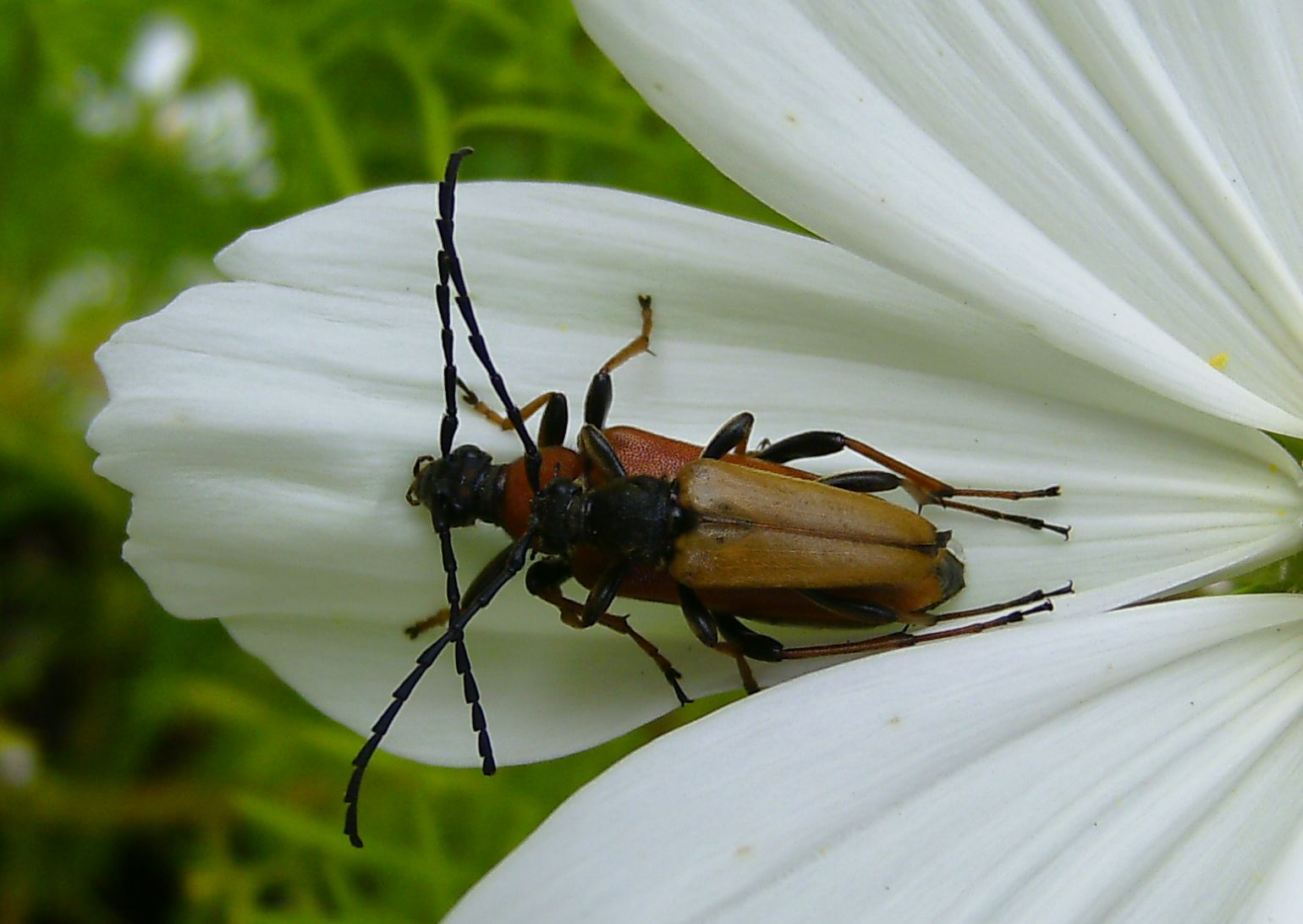
Stictoleptura rubra, accouplement

## Biologie
Les larves se développent dans les troncs des conifères morts.

## Synonymes
- Aredolpona rubra
- Batesiata rubra
- Corymbia rubra
- Melanoleptura rubra